# Robert Yerkes

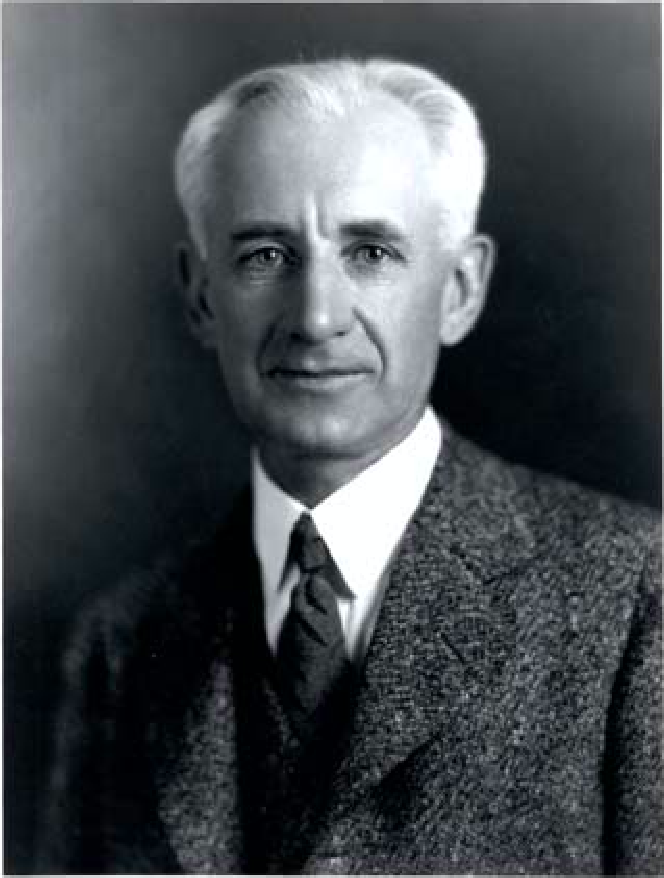
Robert Mearns Yerkes

Robert Mearns Yerkes (* 26. Mai 1876, Breadysville, Bucks County, Pennsylvania, USA; † 3. Februar 1956, New Haven, Connecticut) war ein US-amerikanischer Psychologe und Zoologe und arbeitete vor allem im Bereich der Ethologie (komparative oder Tierpsychologie).

## Leben
Yerkes wuchs als erstes Kind einer Bauernfamilie in der Nähe von Philadelphia auf. Nachdem er am Ursinus College in Pennsylvania studiert hatte, ging er 1897 zum Studium der Zoologie und Psychologie an die Harvard University, wo er 1898 seinen Bachelor machte. Hier fand er durch Hugo Münsterberg zur komparativen Psychologie, die Tiere mit dem Menschen vergleicht. Nachdem er 1902 promovierte, bekam er einen Lehrauftrag für vergleichende Psychologie, später eine Stelle als Professor für Psychologie. Von 1912 bis 1917 arbeitete er zudem am Boston Psychopathic Hospital. Er wandte sich zunehmend der Intelligenzforschung beim Menschen zu. 1915 wurde er in die American Academy of Arts and Sciences gewählt. Nachdem er einen Multiple-Choice-Intelligenztest entwickelt hatte, wurde er 1917 von der US-Armee mit der Entwicklung eines Rekrutierungstests betraut. Im gleichen Jahr war er Präsident der American Psychological Association. Nach dem Krieg ging er zum National Research Council in Washington, D.C., wo er dem Informationsausschuss vorsaß. 1923 wurde Yerkes in die National Academy of Sciences und 1936 in die American Philosophical Society gewählt. 1924 wurde er an die Yale University berufen, wo er bis 1944 lehrte. Zusammen mit John D. Dodson formulierte Yerkes 1908 das Yerkes-Dodson-Gesetz.

## Intelligenzforschung
Die Auseinandersetzung mit den Intelligenzleistungen von Tieren führten ihn zur Messung menschlicher Intelligenz. Zusammen mit G.V. Hamilton entwickelte er die Multiple-Choice-Methode, die sie 1915 in der verbreiteten 'Point-Skala' zur Messung der mentalen Fertigkeiten einführten. Mit Eintritt der Vereinigten Staaten in den Ersten Weltkrieg berief er 1917 ein Gremium führender Psychologen ein, mit denen er im Rang eines Obersts zwei Gruppenintelligenztests für die Einstufungs-Untersuchungen der US-Armee entwickelte: den Army Alpha Test bzw. den Army Beta Test, letzterer für Analphabeten und Einwanderer, die der englischen Sprache nicht mächtig waren. Mit diesen Tests wurden rund 1,7 Millionen Rekruten untersucht. Die Tests stuften die Intelligenzleistungen der Rekruten nach den amerikanischen Schulnoten A bis E ein, um sie mit deren Hilfe für den richtigen Einsatzbereich aufzuteilen. Diese Massentestung wurde breit ausgewertet und war Grundlage zur breiten Verwendung von psychologischen Tests in vielen Bereichen der USA. Trotz vieler auch von Yerkes selbst gesehener Mängel der Daten dienten sie auch ihm zu eugenischen Argumenten gegen bestimmte Einwanderergruppen. Ab 1924 waren dies Grundlage von Einwanderungsbeschränkungen der Vereinigten Staaten. Mit den eugenischen und rassistischen Implikationen dieser Untersuchungen setzt sich Stephen Jay Gould in The Mismeasure of Man auseinander.

## Tierpsychologie
Yerkes war einer der Begründer der Tierpsychologie (siehe auch Conwy Lloyd Morgan). Frühe Studien machte er zum Verhalten von Wirbellosen. Am Anfang des 20. Jahrhunderts etablierte er mit seinen Versuchsaufbauten die Arbeit mit Mäusen und Ratten in psychologischen Laboratorien. Als Yerkes 1924 als Psychologieprofessor nach Yale berufen wurde, nahm er zusammen mit seiner Frau Ada Watterson Yerkes die Forschung an Primaten wieder auf. Sein 1925 publiziertes Buch Almost human beruhte auf Verhaltensbeobachtungen von zwei von ihm seit 1923 privat gehaltenen Schimpansen sowie auf einem Besuch der Primatenhaltung von Rosalía Abreu in Havanna, wo 1915 das weltweit erste Schimpansen-Baby geboren und erfolgreich aufgezogen worden war. Er gründete 1929 die Yale Universitäts-Laboratorien für Primatenbiologie in Orange Park (Florida), die er von 1930 bis 1941 leitete. Yerkes ging in seiner Tierforschung von einem umfassenden Ansatz aus, in der die anatomischen und physiologischen Grundlagen bei den Untersuchungen ihres Sozialverhaltens mit einbezogen wurden. Bald schon setzten seine Forschungen internationale Standards. Nach seinem Tod wurden die Laboratorien an die Emory University in Atlanta (Georgia) verlegt und heißen heute Yerkes National Primate Research Center.
Sein Nachfolger in der Laborleitung und Forschung wurde der Biologe und Psychologe Karl Lashley (1890–1958), der eng mit Roger Sperry (1913–1994) zusammenarbeitete.
Hier wurde mit Yerkish eine Sprache entwickelt, die die Verständigung zwischen Affen und Menschen ermöglicht.

## Werke
- 1907: The Dancing Mouse, A Study in Animal Behavior
- 1908: The relation of strength of stimulus to rapidity of habit-formation. Journal of Comparative Neurology and Psychology, 18, 459–482 (mit J.D. Dodson)
- 1911a: Introduction to Psychology
- 1911b: Methods of Studying Vision in Animals (mit John B. Watson)
- 1914: Outline of a Study of the Self
- 1915: A Point Scale for Measuring Mental Ability (mit Koautoren)
- 1916: The mental life of monkeys and apes
- 1917a: The Binet version versus the point scale method of measuring intelligence. Journal of Applied Psychology 1, 111–122
- 1917b: How may we discover the children who need special care. Mental Hygiene 1, 252–259
- 1920: Army mental test (mit C. Yoakum)
- 1921: Psychological examining in the United States Army Memoirs of the National Academy of Sciences, Bd. 15 (Herausgeber)
- 1925: Almost human. The Century Co., New York
- 1925: Chimpanzee intelligence and its vocal expressions (mit B. Learned)
- 1927: The mind of a gorilla
- 1929: The great apes (mit Ada Watterson Yerkes) Digitalisat
- 1932: Yale Laboratories of Comparative Psychobiology. Baltimore: Johns Hopkins Press
- 1941: Man power and military effectiveness: the case for human engineering. Journal of Consulting Psychology 5, 205–209
- 1943: Chimpanzees: A laboratory colony

Er war Herausgeber der Zeitschrift Journal of Animal Behavior.